# Алентежу (регіон)
Аленте́жу, або регіо́н Аленте́жу (порт. Região do Alentejo) — регіон у Португалії. Європейська статистична територіальна одиниця 2-го рівня (NUTS 2). Код — PT15. Один із 5-ти регіонів макрорегіону Континентальна Португалія.  Поділяється на субрегіони: Берегове Алентежу, Верхнє Алентежу, Лезірія-ду-Тежу, Нижнє Алентежу, Центральне Алентежу. Охоплює 58 муніципалітетів на території округів Бежа, Евора, Порталегрі, а також південні райони округу Сетубал і частину округу Сантарен. На північному заході межує з Лісабонським регіоном, на півночі — з Центральним регіоном, на сході — з Іспанією, на півдні — з регіоном Алгарве; на заході омивається водами Атлантичного океану. Площа — 31 551,2 км² (34% від площі країни, 35% від площі континентальної Португалії). Населення — 760 098 ос. (2011, 7% від загальної кількості мешканців країни); густота населення — 24,09 осіб/км²
. Найбільші міста — Евора, Сантарем, Бежа.

## Субрегіони
1. Берегове Алентежу
2. Верхнє Алентежу
3. Лезірія-ду-Тежу
4. Нижнє Алентежу
5. Центральне Алентежу